# L'Épine (Hautes-Alpes)
Pour les articles homonymes, voir L'Épine.
L'Épine est une commune française située dans le département des Hautes-Alpes, en région Provence-Alpes-Côte d'Azur.

## Géographie

### Localisation
Le village de l'Épine est situé dans la vallée du Buëch, dans le sud-ouest du département des Hautes-Alpes, à 8 km à l'ouest de Serres et à 39,7 km à l'ouest-sud-ouest de Gap, à vol d'oiseau.

### Géologie et relief
Ce village perché, aux ruelles liées par des soustets (passages voûtés), est situé dans la vallée du Büech, dans le parc naturel régional des Baronnies provençales, au sud-ouest du département des Hautes-Alpes.
Le sommet du Duffre est le point le plus haut point du territoire de la commune. Il culmine à 1757 m.
On y trouve deux cols routiers : le col des Tourettes (où se situe aussi un belvédère), et le col de la Saulce, qui sépare la vallée du Buëch de celle de l'Eygues.

### Sismicité
Commune située dans une zone de faible sismicité.
Huit communes jouxtent L'Épine, dont une dans le département limitrophe de la Drôme :
| Montmorin | Valdrôme (Drôme) | La Piarre, Sigottier |
| Ribeyret  | L'Épine          | Montclus             |
| Sorbiers  | Montjay          |                      |

### Hydrographie et les eaux souterraines
Cours d'eau sur la commune ou à son aval :
- La Blême, affluent du Buëch long de 14,3 km, prend sa source à l'Épine, à la frontière avec Ribeyret[8].
- torrents de baume noire, d'arron, de blême, d'aigue vouluie, de la villette, des prayets, de bourbourenche, clamayol, d'inclus, de rioupape, de chorenche,
- ruisseaux de la blache, du monard.

L'Épine dispose d'une station d'épuration d'une capacité de 300 équivalent-habitants.

### Climat
Pour des articles plus généraux, voir Climat de Provence-Alpes-Côte d'Azur et Climat des Hautes-Alpes.
En 2010, le climat de la commune est de type climat des marges montargnardes, selon une étude du Centre national de la recherche scientifique s'appuyant sur une série de données couvrant la période 1971-2000. En 2020, Météo-France publie une typologie des climats de la France métropolitaine dans laquelle la commune est exposée à un climat de montagne ou de marges de montagne et est dans la région climatique Alpes du sud, caractérisée par une pluviométrie annuelle de 850 à 1 000 mm, minimale en été.
Pour la période 1971-2000, la température annuelle moyenne est de 9,9 °C, avec une amplitude thermique annuelle de 17,6 °C. Le cumul annuel moyen de précipitations est de 981 mm, avec 7,7 jours de précipitations en janvier et 4,9 jours en juillet. Pour la période 1991-2020, la température moyenne annuelle observée sur la station météorologique de Météo-France la plus proche, « Valdrôme », sur la commune de Valdrôme à 10 km à vol d'oiseau, est de 10,1 °C et le cumul annuel moyen de précipitations est de 1 065,5 mm. 
La température maximale relevée sur cette station est de 39,4 °C, atteinte le 23 août 2023 ; la température minimale est de −23 °C, atteinte le 6 janvier 1985,,.
Les paramètres climatiques de la commune ont été estimés pour le milieu du siècle (2041-2070) selon différents scénarios d'émission de gaz à effet de serre à partir des nouvelles projections climatiques de référence DRIAS-2020. Ils sont consultables sur un site dédié publié par Météo-France en novembre 2022.

### Voies de communications et transports

#### Voies routières
La commune est traversée par la route départementale 994 reliant Nyons, dans la Drôme, à Gap et au reste du département des Hautes-Alpes.
À l'ouest, la route départementale 26 continue vers Montmorin ; la RD 226 dessert le sud de la commune en direction de Montjay. Une RD 26a dessert le centre du village.

#### Transports en commun
Transport en Provence-Alpes-Côte d'Azur

## Économie

### Entreprises et commerces

#### Agriculture
- La commune a longtemps vécu des seules activités agricoles et pastorales, basée sur une polyculture vivrière de subsistance, jusqu’aux bouleversements apportés aux échanges par l’arrivée du chemin de fer dans la vallée du Buëch. Au cours du siècle passé, son agriculture s’est spécialisée dans la culture de la lavande[17] et des céréales, ainsi que dans l’élevage des ovins.  Mais elle ne compte plus aujourd’hui que quelques agriculteurs[18].
- L'ancienne coopérative agricole de l'Épine[19].

#### Tourisme
- Gîtes ruraux[20].
- Camping des Barillons à Serres[21].
- L’Épine : hostelleries, cabarets, auberges, restaurants et cafés au fil du temps[22].
- Sentier d'interprétation[23].

#### Commerces
- L'Auberge L'Épine, Bistrot de pays[24],[25].
- Des « fouilles pour exécuter exclusivement la recherche et la reconnaissance des mines de zinc  sur le sol communal aux quartiers de Rancurel et de Champlatte» ont été autorisées mais n'ont pas eu de suite commerciale[26].

## Toponymie
Le nom de la localité est attesté sous la forme Spina Villa en 988,.
L'Épine, en occitan haut-alpin L'Espina.
Lieu planté d'aubépine ou épine blanche. De grande longévité cette aubépine était souvent utilisée comme limite entre deux propriétés.

## Histoire
Le territoire de la commune recèle de nombreux sites d’habitat préhistorique, (âges de la pierre taillée et du bronze) ainsi que des traces de constructions et de sépultures de la période gallo-romaine.
Au XIIe et XIIIe siècles les habitants s’installèrent au pied du château, essentiellement une tour formant donjon, et entourèrent leur village d’une enceinte fortifiée.
Après la Révolution la commune a été rattaché au département des Hautes-Alpes plutôt qu’à celui de la Drôme.

## Politique et administration

### Liste des maires
| Période                                  | Période   | Identité      | Étiquette | Qualité                              |
| ---------------------------------------- | --------- | ------------- | --------- | ------------------------------------ |
| Les données manquantes sont à compléter. |           |               |           |                                      |
| ?                                        | 1935      | Denizot       |           |                                      |
| 1935                                     | 1947      | Lucien Delaup |           |                                      |
| 1947                                     | 1952      | Paul Tissot   |           |                                      |
| 1952                                     | 1953      | Lucien Delaup |           |                                      |
| 1953                                     | 1965      | Emile Monnard |           |                                      |
| 1965                                     | 2008      | Paul Mathieu  |           |                                      |
| mars 2001                                | mars 2008 | Raymond Abert | DVG       |                                      |
| mars 2008                                | 2014      | André Aubéric | PCF       |                                      |
| mars 2014                                | En cours  | Luc Delaup,   |           | Agriculteur sur moyenne exploitation |

### Budget et fiscalité 2017
En 2017, le budget de la commune était constitué ainsi :
- total des produits de fonctionnement : 167 000 €, soit 858 € par habitant ;
- total des charges de fonctionnement : 151 000 €, soit 776 € par habitant ;
- total des ressources d'investissement : 92 000 €, soit 472 € par habitant ;
- total des emplois d'investissement : 102 000 €, soit 524 € par habitant ;
- endettement : 94 000 €, soit 482 € par habitant.

Avec les taux de fiscalité suivants :
- taxe d'habitation : 8,20 % ;
- taxe foncière sur les propriétés bâties : 15,65 % ;
- taxe foncière sur les propriétés non bâties : 128,63 % ;
- taxe additionnelle à la taxe foncière sur les propriétés non bâties : 0,00 % ;
- cotisation foncière des entreprises : 0,00 %.

Chiffres clés Revenus et pauvreté des ménages en 2015 : médiane en 2015 du revenu disponible, par unité de consommation : 16 439 €.

### Intercommunalité
L'Épine fait partie :
- de 1993 à 2017, de la communauté de communes du Serrois ;
- à partir du 1er janvier 2017, de la communauté de communes Sisteronais-Buëch.

## Urbanisme

### Typologie
Au 1er janvier 2024, L'Épine est catégorisée commune rurale à habitat très dispersé, selon la nouvelle grille communale de densité à 7 niveaux définie par l'Insee en 2022.
Elle est située hors unité urbaine et hors attraction des villes,.

### Occupation des sols
L'occupation des sols de la commune, telle qu'elle ressort de la base de données européenne d’occupation biophysique des sols Corine Land Cover (CLC), est marquée par l'importance des forêts et milieux semi-naturels (76,3 % en 2018), en diminution par rapport à 1990 (81,3 %). La répartition détaillée en 2018 est la suivante : 
forêts (52,4 %), milieux à végétation arbustive et/ou herbacée (21,5 %), zones agricoles hétérogènes (15,9 %), prairies (7,6 %), espaces ouverts, sans ou avec peu de végétation (2,4 %), cultures permanentes (0,3 %).
L'évolution de l’occupation des sols de la commune et de ses infrastructures peut être observée sur les différentes représentations cartographiques du territoire : la carte de Cassini (XVIIIe siècle), la carte d'état-major (1820-1866) et les cartes ou photos aériennes de l'IGN pour la période actuelle (1950 à aujourd'hui).

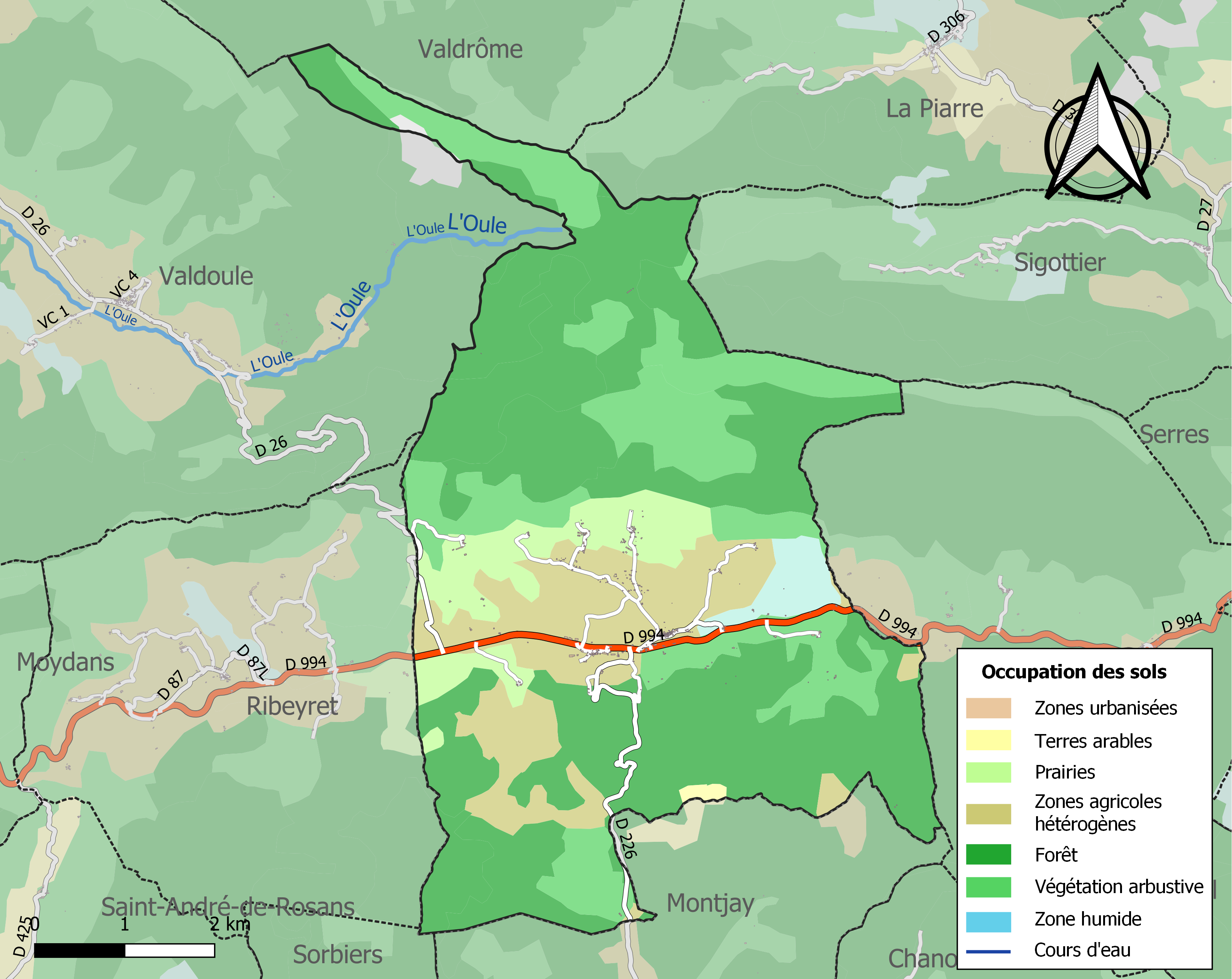
Carte de l'occupation des sols de la commune en 2018 (CLC).

## Population et société

### Démographie

#### Évolution démographique
L'évolution du nombre d'habitants est connue à travers les recensements de la population effectués dans la commune depuis 1793. Pour les communes de moins de 10 000 habitants, une enquête de recensement portant sur toute la population est réalisée tous les cinq ans, les populations de référence des années intermédiaires étant quant à elles estimées par interpolation ou extrapolation. Pour la commune, le premier recensement exhaustif entrant dans le cadre du nouveau dispositif a été réalisé en 2004.

En 2022, la commune comptait 202 habitants, en évolution de +4,66 % par rapport à 2016 (Hautes-Alpes : +0,4 %, France hors Mayotte : +2,11 %).
| 1793 | 1800 | 1806 | 1821 | 1831 | 1836 | 1841 | 1846 | 1851 |
| ---- | ---- | ---- | ---- | ---- | ---- | ---- | ---- | ---- |
| 760  | 618  | 712  | 638  | 684  | 665  | 600  | 600  | 625  |

| 1856 | 1861 | 1866 | 1872 | 1876 | 1881 | 1886 | 1891 | 1896 |
| ---- | ---- | ---- | ---- | ---- | ---- | ---- | ---- | ---- |
| 618  | 600  | 618  | 570  | 579  | 594  | 568  | 527  | 544  |

| 1901 | 1906 | 1911 | 1921 | 1926 | 1931 | 1936 | 1946 | 1954 |
| ---- | ---- | ---- | ---- | ---- | ---- | ---- | ---- | ---- |
| 512  | 515  | 502  | 401  | 393  | 346  | 303  | 275  | 224  |

| 1962 | 1968 | 1975 | 1982 | 1990 | 1999 | 2004 | 2006 | 2009 |
| ---- | ---- | ---- | ---- | ---- | ---- | ---- | ---- | ---- |
| 216  | 182  | 155  | 141  | 148  | 154  | 171  | 171  | 184  |

| 2014 | 2019 | 2022 | - | - | - | - | - | - |
| ---- | ---- | ---- | - | - | - | - | - | - |
| 190  | 203  | 202  | - | - | - | - | - | - |

### Enseignement
Établissements d'enseignements :
- École maternelle à Ribeyret, Serres[48]
- Regroupement pédagogique intercommunal[49] L'Épine Ribeyret[50],
- Collège à Serres,
- Lycée à Veynes.

### Santé
Professionnels et établissements de santé :
- Médecins à Serres[51],
- Pharmacie à Serres,
- Le Centre Hospitalier le plus proche est celui de Sisteron à 43 km.

### Cultes
- Culte catholique, paroisse L'Épine - Gap - Embrun[52], diocèse de Gap.

## Lieux et monuments
Patrimoine religieux :
- L’église paroissiale de l'Assomption[53], sa Piéta "Mater dolorosa"[54] et son mobilier[55],[56].
- Chapelle dédiée à saint Sébastien[57].
- Calvaires en fer forgé.
- Oratoire Notre-Dame de Fontsainte[58].
- Monument aux morts[59].
- Fontaine sainte[60].

Autres patrimoines :
- Moulin à vent[61] transformé en pigeonnier.
- Tour de l'ancien château[62].
- Deux fontaines-abreuvoirs-lavoirs.

## Personnalités liées à la commune
- L’abbé Pascal, félibre, l’un des principaux auteurs en dialecte provençal alpin[63].

## Héraldique
| Blason de Épine (L') | Blason  | D'azur à trois têtes de lion arrachées d'or, lampassées de gueules et couronnées d'or. |
| Blason de Épine (L') | Détails | Le statut officiel du blason reste à déterminer.                                       |